# 艾斯度路·達利斯
艾斯度路·達利斯·貝爾加（西班牙語：Isidoro Tarrés Caubet，1956年10月10日—），生於西班牙萊里達奧利亞納，已退役西班牙足球運動員，司職防守中場。

## 球員生涯
艾斯度路生於西班牙萊里達奧利亞納，於1977年11月6日在布哥斯時職業生涯首度亮相，直到1978年轉會巴塞隆拿，並協助球會於1979年勇奪歐洲盃賽冠軍盃冠軍，至1988年在利達結束他的職業生涯。

## 家庭生活
艾斯度路的兒子佐迪現時效力港超聯冠軍球會傑志並為球會贏盡本地賽事的所有球會錦標，更在2017年10月在港居住滿七年後成功申請香港特區護照，繼而首度代表香港代表隊出戰國際A級賽。

## 榮譽
巴塞隆拿
- 歐洲盃賽冠軍盃冠軍（1978–79季度）

梅西亞
- 西班牙乙組聯賽冠軍（1985–86季度）

## 外部連結
- Isidoro Tarrés （页面存档备份，存于）
- Isidoro Tarrés